# 羅啟宏
羅啟宏（英語：Kevin Lo，1980年—），為香港警隊高級督察，為香港電台電視部節目《警訊》前任主持。
羅啓宏在香港出生長大，祖籍廣東清遠. 
他中學時就讀於傳統名校聖保羅書院。在2009年加入警隊前，曾在2004年委任新加坡上市大華繼顯控股有限公司旗下香港投資銀行行業，2008年時候，的正職是證券經紀，也考取了證監會牌照，後來因為家人有病，為了多年點時間照顧家人，羅啓宏決定加入警隊，先後在駐守長沙灣軍裝巡邏小隊、深水埗特別職務隊、深水埗刑事調查隊、西九龍機動部隊、西九龍電台以及西九龍衝鋒隊工作。
羅啟宏已婚，育有2名兒子，最大興趣是遠足。
到了2015年10月10日，他接替已調任其他警隊部門職位的劉家業高級督察，為新一屆主持《警訊》節目，專門負責最新的警隊資訊及防罪訊息帶給觀眾。直至2020年2月27日，因應他在警訊主持有四年多時間，羅啟宏被警隊調去其他職務後不再主持《警訊》節目。